# 세이난 전쟁
세이난 전쟁(일본어: 西南戦争 세이난센소[*])은 1877년(메이지 10년) 1월 29일부터 같은 해 9월 24일까지 현재의 구마모토현·미야자키현·오이타현·가고시마현에서 사이고 다카모리가 맹주로서 주도하여 일으킨 사쓰마번 사무라이의 무력 반란이다. 사이고 다카모리가 하야 후 설립한 사학교가 중심이 되었던 사건이기 때문에 사학교 전쟁이라고도 불린다. 메이지 초기에 일어난 일련의 사무라이 반란 중 최대 규모였으며, 일본 역사상 마지막 내전이 되었다.

## 경과

### 직접적인 원인(사학교와 사족반란)
메이지 6년 정변으로 하야한 사이고는 1874년, 가고시마 현 전역에 사학교(私學校)와 그 분야를 창설하였다. 사이고처럼 하야에 불만을 품은 사족들의 통솔과 현 내의 젊은이들의 교육을 위해서였지만, 외국인 강사를 채용하거나 우수한 학생을 유럽으로 유학보내는 등, 적극적으로 서구문화를 받아들여 외국 정벌을 위해 굳건한 군대를 창조하는 것을 목표로 삼았다. 결국 사학교는 그 여당을 포함해 현 지사 오야마 쓰나요시의 협력 아래 현지 정치의 대부분을 차지하는 대 세력으로 성장하게 되었다.
한편, 근대화를 추진하던 신정부는 1876년 3월 8일 폐도령(廢刀令), 8월 5일 '금녹공채증서 발행조례'를 발포하였다. 이 두 가지는 칼을 차는 특권, 녹봉의 지급이라는 구 무사 최후의 특권을 빼앗는 것이며, 사족에게 정신적ㆍ경제적인 손해를 주었다. 이를 계기로 1876년 10월 24일 구마모토 현에서 '신푸렌의 난', 27일 후쿠오카현에서 '아키즈키의 난', 28일 야마구치현에서 '바키의 난'이 일어났다. 우나기 온천에 있던 사이고는 이 난의 정보를 듣고 11월 가쓰라 히사타케에게 서한을 제출한다. 이 서한에는 사족의 반란을 유쾌하게 생각한 사이고의 심정 외에 '일으키기로 결심한 이상 천하를 놀라게 하겠다.'라는 의미도 쓰여 있었다. 한편 1871년 중앙정부로 귀국하여 하야하기까지의 2년간, 상경 당초 품고 있던 사족을 중심으로 하는 '강병(強兵)' 중시 노선이 사민평등이나 폐번치현을 전면에 내세운 기도 다카요시, 오쿠마 시게노부 등의 '부국(富國)' 중시 노선에 의해 거절당한 점에 대한 불만이나 반발이 사이고를 중심으로 전혀 없었다고는 할 수는 없다 해도, 사이고의 진의가 무엇이었는지는 아직도 억측의 영역에 머무르고 있다.
사학교 설립 이래, 정부는 조기에는 대책을 세우지 않았지만, 사학교 당(黨)에 의한 현 정치의 장악이 계속됨에 따라 사학교를 '반(反)정부 지사를 양성하는 기관'으로 보는 곡해도 본격화되었다. 1876년 내무대신 오쿠보 도시미치는 내각 고문 기도 다카요시를 위시한 조슈파의 맹렬한 제안에 의해, 가고시마 현 정치 개혁안을 수락하였다. 이 때 오쿠보는 밖으로는 사학교, 안으로는 조슈파라는 몹시 괴로운 입장에 서 있었다. 이 개혁안은 현령 오야마 쓰나요시의 반대와 지방의 난 발생으로 대부분 실행이 불가능하게 되었다. 하지만 실제로 실행된 것도 있었는데 그 중 하나가 1876년 1월, 사학교의 내부정찰과 이간공작을 위해 경시청의 가와지 도시요시 대총경이 나카하라 나오오 이하 24명의 경리를 '귀향' 명목으로 가고시마로 파견한 것이었다. 현지 사학교 학생들은 나카하라 나오오 등의 '무더기' 귀향을 수상히 여겼고, 그 목적을 알아내려 경계하는 움직임을 보이게 된다.

### 세키류마루와 탄약 약탈 사건
1월 29일, 신정부는 가고시마현에 있던 육군성 포병 소속 창고에 있던 무기와 탄약을 오사카로 옮기기 위해 비밀리에 세키류마루(赤龍丸)를 가고시마로 보내 반출하였다. 이 반출은 당시 일본 육군의 주력 장비였던 스나이더 총의 탄약 제조설비를 오사카로 반출하는 것이 주목적이었으며, 육군성의 조슈파와 사쓰마파의 대표자 야마가타 아리토모, 오야마 이와오가 협력해 이루어진 일로 기록되어 있다.
그런데 스나이더 총을 주력 장비로 채용한 일본 육군에서, 그 탄약은 사쓰마번이 설립한 병기, 탄약 공장이 전신인 가고시마의 공장에서 제조되어 거의 독점적으로 공급하고 있었다. 후장식 스나이더 총을 재빨리 도입하여, 슈세이칸(集成館) 사업의 축적으로 근대 공업 기반을 지니고 있었던 사쓰마 번은 영국에서 설비를 수입해 메이지 5년(1872년)에 육군성 설치 이전부터 이미 스나이더 탄약의 국산화에 성공한 유일한 지역이었다. 화약, 탄약, 뇌관만 있으면 사용할 수 있었던 전장식 총과는 달리 후장식 스나이더 총의 탄약(실탄)은 놋쇠를 주재료로 하여 수압 프레스로 성형된 탄피가 필수적이었고 이것이 없으면 총의 기능을 발휘할 수 없었던 것이다. 탄피 토대는 단순한 구조였기 때문에 개인 레벨의 소규모 양만 있으면 가내 생산으로 제조할 수 있었지만, 소규모라도 군이 전투에서 사용하기 위한 분량을 확보하기 위해서는 전용 대량 생산 설비가 필요했고 그 정도 설비는 당시의 일본 내에는 존재하지 않았다. 이런 공업 기반의 유무도 당시 일개 지방에 불과했던 가고시마와 신정부 사이의 역학관계를 균형짓고 있던 주요인 중 하나였다. 또한 옛 사쓰마 번 무사들의 경우, 가고시마 창고의 화약이나 총알, 무기, 제조 기계류는 번의 무사가 갹출한 돈으로 만들거나 사들인 것으로서 유사시에 필요한 경우 그 자금을 댄 번의 무사나 그 자손들이 그것을 사용할 수 있다는 인식을 가지고 있었다.
사학교 학생은 신정부가 '도둑'처럼 사쓰마의 '재산'을 반출한 사실에 분노하였고 그와 동시에 예상되는 충돌에 대비한 무기, 탄약을 입수하기 위해 밤중에 소모타(草牟田) 화약 창고를 습격하여 총알과 무기를 탈취하였다. 이 밤을 시작으로 일본 각지의 화약 창고가 야간에 습격당하는 '탄약 약탈 사건'이 연일 일어난다(사학교 학생이 입수한 것은 야마가타와 오야마가 그다지 중시하지 않았던 구형 엔필드 총과 그 탄약뿐이었지만). 스나이더 탄약의 제조설비를 잃은 것은 사쓰마를 상징하는 신병기였던 스나이더 총의 무용지물과 이미 구식화된 전장식인 엔필드 총으로 싸워야 한다는 것을 뜻했고, 후장식과 전장식의 연사속도 차이가 초래하는 결정적인 전력차를 보신 전쟁에 임전했던 사이고를 비롯한 많은 사쓰마 사족들은 직접 체험하여 잘 이해하고 있었다.

### 사이고 암살 계획
1월 30일, 사학교 간부 시노하라 구니모토, 고노 슈이치로, 다키 시치노조 등 7명은 회합, 다니구치 도타에게 나카하라 등 경시청의 내탐을 의뢰하여 같은 날 저녁, 다니구치의 정보로 나카하라 일행의 귀향은 사이고를 암살하기 위한 목적이라는 정보를 듣게 된다.
시노하라, 후치베 군페이, 이케노우에 시로, 고노 슈이치로 등 사학교 간부는 선후책을 의논하여 고네지메(小根占, 현재 미나미오스미정)에서 사냥을 하고 있던 사이고 다카모리에게 그의 넷째 동생 사이고 고베를 파견하였다. 또한 탄약 약탈 사건 소식을 접하고 요시다무라(吉田村)에서 가고시마로 돌아온 기리노 도시아키는 시노하라 구니모토 등과 담합하여, 2월 2일 헨미 주로타 등 3명을 고네지메로 파견보냈다.
사이고 고베와 헨미에게서 탄약 약탈 사건의 전말을 들은 사이고는 'ちょしもたー(아차)!'

하고 중얼거렸고, 암살 계획의 소문으로 비등한 사학교 학생들을 수습하기 위해 가고시마로 돌아왔다. 돌아오는 길에는 사이고를 지키기 위해 각지에서 사학교 학생이 급히 몰려와, 가고시마에 도착했을 때에는 상당수의 사람들이 모여 있었다.
2월 3일, 사학교당은 나카하라 등 60여 명을 일제히 포박, 가혹하게 고문한 결과 가와지 대총경이 사이고 다카모리를 암살하도록 나카하라에게 지시했다는 '자백서'를 받아냈고, 많은 사학교 학생들이 격앙하여 폭발상태가 되었다.

### 사이고군의 결성과 출발
2월 4일 밤, 고네지메에서 돌아온 사이고는 간부들을 거느리고 사학교 본교로 들어갔다. 다음날 5일, 사학교 간부 및 분교장 200여명이 집합하여 대 평의(評議)가 행해져 차후의 방침이 의논되었다.
벳푸 신스케와 헨미는 죄를 묻기 위해 군대를 일으켜야 한다고 주장했지만, 나가야마 야이치로는 사이고, 기리노, 시노하라 셋이 상경하여 정부를 힐문해야 한다고 주장했다. 여기에 야마노 다잇포, 고노 슈이치로가 동조하지만, 이케노우에는 암살을 꾸미는 정부가 상경 도중 위해를 가할 우려가 있다고 주장하여 반대하였다. 무라타 산스케는 세 사람에게 적은 병력이 따라가야 한다고 주장하였고 노무라 오시스케는 노무라 자신이 적은 병력을 이끌고 해로로 오바마(小濱)로 나와 거기서부터 육로로 교토에 가서 천황에게 직접 아뢰야 한다고 주장하였다.(당시 천황은 행차 문제로 교토에 있었다)
이리하여 여러 의견이 분분한 가운데, 최후에 기리노가 "단(斷)이라는 한 글자만 있을 뿐, … 군대의 총 출병 외에 취할 수 있는 길은 없다."라고 단안하여 전군 출병론을 많은 사람이 찬성하였다.(나가야마는 이후로도 출병에 찬성하지 않았지만 기리노의 설득에 후일 종군을 승낙) 2월 6일, 사학교 본교에 '사쓰마 본당'이라는 문패가 걸려 종군자 명부 등록이 시작되었다. 이 날, 사이고를 중심으로 작전회의가 열려 고베의 '해로에서 나가사키를 빼앗아, 거기서 군을 둘로 나누어 고베, 오사카와 요코하마, 도쿄의 본거지를 급습'하자는 안과 노무라의 '세 길로 나누어, 하나는 해로로 나와 나가사키에서 상경, 하나는 해로에서 부젠(豊前), 분고(豊後)를 지나 시코쿠, 오사카에서 상경, 하나는 구마모토, 사가(佐賀), 후쿠오카(福岡)를 지나 육로로 상경'하는 즉 3도 분진(分進)안이 나왔지만 고베, 노무라의 안은 증기선 3척의 군함밖에 가지지 않은 사쓰마군에게는 성공을 기대하기 어려웠고, 이케노우에의 '구마모토성에 일부 방비역을 두고 주력은 육로로 상경'하는 안이 채용되었다.

2월 8일에 부대편성이 개시되었다. 2월 9일, 사이고의 친척 가와무라 스미요시 중장이 군함을 타고 사이고한테 면회하러 왔지만 만나지 못하고 현 지사 오야마 쓰나요시와 가고시마만 내의 함선 위에서 회견하였다. 이 때에 오야마가 이미 사학교 당이 상경했다고 전하여 가와무라는 사이고와 담합을 포기하고 돌아가, 나가사키에 전보를 쳐 경계시켰다. 한편 가고시마에선 2월 9일 현청에 자수하러 온 노무라 쓰나에게서, '오쿠보에게서 가고시마 현 내의 정찰을 의뢰받아서 왔다.'라는 내용의 자백을 얻어, 사이고 암살 계획에 오쿠보 도시미치도 관여했다고 생각하기에 이르렀다.
사이고군에서는 시노하라가 편성 책임자가 되었고 기리노가 군수품 수집 조달, 무라타 신파치가 병기 조달 정리, 나가야마 야이치로가 신병 교련, 이케노우에가 모병을 각각 담당하였고, 12일 즈음에 대강의 준비가 되었다. 모병, 신병교련을 끝낸 사쓰마군에서는 2월 13일, 대대편성(저격대, 마바리부, 1~5번 대대, 독립대대인 6~7대대 즉 기지마貴島 부대)이 이루어졌다.(대장의 정식 명칭은 지휘장이었으나 일반적으로 대대장이라고 불렀다. 부장 역할은 각 대대의 1번 소대 대장이 맡았다.)
2월 14일, 사학교 학교 옆의 연병장에서, 승마 한 사이고에 의해 1번~5번 대대의 열병식이 행해졌다. 다음 날 15일, 60년 만의 폭설이라 불리던 눈보라 속에서 사쓰마군의 1번 대대는 가고시마에서 구마모토 방면으로 먼저 출발하였다. 세이난 전쟁의 시작이었다. 이후 계속해서 대대가 가고시마를 출발하였다. 17일에는 사이고 다카모리 자신도 기리노와 함께 출발하여, 가지키ㆍ히토요시(人吉)를 지나 구마모토로 향했다. 이를 배웅하러 간 가쓰라 히사타케는 빈약한 치중대에 대한 걱정과 사이고에 대한 우의(友義)에서 서둘러 종군하여, 사이고군의 대소 마바리 본부장(치중대의 총책임자)가 되었다. 같은 날, 독립부대도 가지키를 출발하였다. 한편 가고시마에서 귀경한 가와무라 중장에게서 사이고군의 문죄(問罪) 출병 정보를 얻은 정부는 2월 19일, 가고시마 현 반역자 토벌의 조서를 얻어, 정식으로 사이고군에 대해 출병하기로 결정되었다.

### 토벌군 파견
사이고군이 구마모토 성에 도착하지 않은 사이에 이미 정부측은 토벌 명령을 내려, 사이고군의 요격에 움직이고 있었다. 사이고군이 가고시마를 출발한 것이 2월 15일로 구마모토 성을 포위한 것은 2월 21일. 이에 대해 정부가 토벌 칙서를 내린 것이 2월 19일이었다. 즉 사이고군이 움직이고 나서 불과 4일 만에, 구마모토 성을 포위하기 2일 전이었다. 이 점에서 메이지 정부의 빠른 대응의 배경에는 전신 등의 근대적인 통신망이 이미 둘러져 있다는 것을 알 수 있다.

메이지 정부는 아리스가와노미야 다루히토 친왕을 가고시마 현 반역자 토벌 총독(총사령관)에 임명, 실질적 총사령관인 부사령관에는 야마가타 아리토모 육군 중장과 가와무라 스미요시 해군 중장을 임명하였다. 이는, 카리스마적 지도자인 사이고에 대항하여 권위 있는 귀한 혈통을 기치로 이용하기 위해, 어느 한쪽을 총사령관으로 하지 않고, 같은 중장 2사람을 부관에 앉힘으로써, 육군과 해군의 세력 다툼을 회피하기 위해서였다.
또한, 사쓰마, 조슈의 균형을 잡아 사이고의 친척인 가와무라를 더해 사쓰마 출신자의 동요를 방지하는 등의 의미도 포함되어 있었다. 야마가타 아리토모도 전에 사이고 아래서 고신페이, 일본 육군성 창설 당시 같이 일했으며, 가고시마 사학교 학생을 격앙시킨 가고시마 스나이더 탄약 제조 설비 반출에서 사쓰마 파벌의 오야마 이와오에게 협력하는 등, 사쓰마 파벌 내부의 사이고 대(對) 오쿠보의 다툼에 조슈 파벌이 편승하는 구도가 되었다.
당초, 제 1여단(노즈 시즈오 소장), 제 2여단(미요시 시게오미 소장), 별동 제 1여단(다카시마 도모노스케 대좌), 별동 제 2여단(야마다 아키요시 소장)외에 가와지 도시요시 소장 겸 경시청 대총경이 이끄는 경시대(후에 별동 제 3여단의 주력)등이 출동하여, 차례차례 다른 여단도 출동하였다. 그 중에서도 임시징집 순경으로 편성된 신센료단(新撰旅團)은 사족이 중심인 여단으로, 그 명칭에서 신센구미가 재편성되었다고 오인되기도 했다. 대만 침공 당시에 사이고 주도가 장비했던 개틀링 포도 규슈로 보내지는 등, 징병으로 구성된 정부군은 강한 사쓰마 사족을 상대로 싸우기 위해, 의욕이 상당했지만, 가장 중요한 보병 총의 탄약조달에서 트러블이 발생하였다. 개전 원인 중 하나였던 가고시마 창고 등에서 이루어지던 스나이더 탄약 제조 설비는 2월 13일에 오사카 포병 공창에 설치되었지만 가고시마에서 반출할 때 부품이 제대로 갖춰지지 않은 점이나, 파손이 생겨 가동시키려면 수리와 부품의 추가 구입이 필요했다. 또한 각 군대에서 규슈로 본격적인 동원이 개시되면 방대한 양의 탄약이 필요하게 되고, 6,000발/일 정도의 생산수로는 임시방편적 효과밖에 없음이 확실했기 때문에, 더욱 더 증산이 시도되어 탄환용의 연용해로나 뇌관 제조소를 병설한 신공장이 건설되었다.
스나이더 총이 육해군에 제식 채용된 이후, 그 탄약 공급이 가고시마 창고들이 독점했기 때문에, 중요 거점인 도쿄, 오사카의 군사들에게는, 후장식이면서 종이로 만든 탄피를 사용하는 드라이제 총을 장비한 병사가 많았지만,

드라이제 총과 스나이더 총은 전혀 다른 탄약을 사용하고 있었다.
보급의 혼란을 막기 위해, 일본 육군성은 규슈에 파견시킨 병사의 장비를 일단 스나이더 총으로 통일시켜 보냈지만, 동원 규모가 확대됨에 따라 3월에는 벌써 비축해둔 스나이더 탄약 500만발을 다 써버려 탄약이 부족했다. 이 시기, 규슈에서는 여전히 격전이 계속되어, 1,800만 발의 조달이 더 필요하다고 견적도 낸 적이 있어, 탄약 재고가 많이 남아있던 드라이제 총을 규슈로 보내는 안이 검토되었고 실제로 와카야마(和歌山, 구 기슈번）의 임시 소집 부대는 번 병사 시대부터 손에 익은 드라이제 총 장비인 채로 규슈에 파견된 이외에, 오사카 군대의 의보병 등 후방부대도 드라이제 총을 장비하여 파견되었다.
이밖에도, 후에 무라타 총의 개발로 유명해진 무라타 쓰네요시가 구 막부에서 넘겨받은 샤스포 총을 스나이더 총과 다른 금속 탄피를 사용하는 탄약용으로 개조 계획을 하는 등더욱 더 보급을 혼란시키는 사태가 진행되고 있었다. 스나이더 탄약의 조달을 담당하던 육군성의 사이고 주도와 하라다 이치도는, 대량의 탄약 조달을 위해, 일본 해군성에서 탄약 제조 설비를 빌리거나, 외국 상인에게서 빈 탄피 500만개 구입을 계획하거나, 혹은 청나라한테서 탄약을 빌리는 등, 전선에서 싸우는 병사들의 화력을 유지하는 탄약조달에 동분서주하였다.

### 구마모토 성 강습과 고쿠라(小倉) 전격 작전
2월 19일, 구마모토 진다이가 지키는 구마모토 성 내에서 화재가 일어나, 강풍 속에서 불은 성루까지 번져, 천수각까지 소실되었다. 이 화재의 원인은 지금까지도 알 수 없다.(단, 신정부군설이 유력하다.)
2월 20일, 벳푸 신스케가 이끄는 가지키(加治木)의 여러 부대가 가와지리에 도착하였다. 이윽고 구마모토군에서 파견된 정찰대가 벳푸의 부대에 발포하여, 세이난 전쟁의 실전이 시작되었다. 구마모토 군의 공격을 예상하지 못한 사쓰마 군은, 잇달아 대대가 가와지리에 도착한 21일 밤, 가와지리에서 군의가 열렸다. 군의에서는 이케노우에가 주장한 ‘구마모토에 일부 군사를 두고, 주력 상경’책과 시노하라가 주장한 ‘전군 구마모토 성 강습’ 책이 대립하였지만, 강습책이 채용되었다. 2월 21일 한밤중부터 22일의 이른 새벽에 걸쳐 사쓰마군의 대대는 차례차례 구마모토를 향해 발사, 구마모토 성을 포위, 강습하였다. 기리노의 제 4대대, 이케노우에의 제5대대는 전면공격, 시노하라 구니모토의 제 1대대, 무라타 신파치의 제 2대대, 벳푸 신스케의 가지키 대대 및 나가야마 야이치로의 제 3대대의 일부는 배면(背面)공격을 담당하였다. 한편, 신정부군은 구마모토 성을 중심으로 수비병을 배치하였다. 이때 신정부군측에서는 사령관 다니 다테키 소장, 참모장 가바야마 스케노리 중좌을 필두로, 고다마 겐타로 소좌, 가와카미 소로쿠 소좌, 오쿠 야스카타 소좌 등, 후에 거물 군인, 정치가 등이 참가하였다. 이때의 전력 차는 사쓰마 약 14,000명, 군 약 4,000명이었다. 예로부터, 공성측은 성을 수비하는 측보다 10배가 필요하다는 점에서, 아무리 날래고 사나운 사쓰마병이라고 해도, 1대 3의 포위강습은 무모한 작전이었다. 이 강습 중의 오후에, 늦게 사이고가 가와지리에서 요쓰기 궁(代繼宮)에 도착하였다.
같은 날 오후, 사쓰마 군은 신정부군 일부의 우에기 출진을 듣고, 오후 3시에 노무라 오시스케, 이토 나오지 소대가 우에기로 파견, 저녁 무렵 이토 부대의 이와키리 쇼쿠로가 제 14 연대(노기 마레스케 소좌)의 군기를 빼앗았다. 한편, 총공격한 구마모토 성이 견고하여 이 날 상황에서 간단하게는 공락할 수 없었다. 밤, 혼조(本莊)로 본진을 이동, 여기서 군의를 열던 도중, 신정부군의 제 1 및 제 2여단은 본격적으로 남하하기 시작했다. 이 군의에서는 일단 시노하라의 강습책 속행으로 결정되었지만, 늦게 도착한 고베나 노무라 오시스케의 강한 반대로, 심야에 열린 재 군의에서 구마모토 성을 강습하는 한편, 일부는 고쿠라 전격 공격이 결정되었다. 다음날 23일 이케노우에가 무라타, 헨미등의 소대를 이끌고 고쿠라를 향해 출발했지만, 도중에서 격전의 총성을 듣고 이케노우에는 다바루로 전진, 무라타 신스케의 소대만 고쿠라 방면으로 전진했다. 하지만 이 소대도 우에기에서 신정부군과 조우, 고쿠라 전격작전은 실패하였다.

### 사쓰마군 주력 북부진출과 포위
사쓰마군은 적은 대포와 장비가 뒤떨어진 소총으로, 견고한 성을 굳게 지키면서 우세한 대포, 소총과 풍부한 탄약을 보유한 부대를 공격하는 등 무모한 작전을 채용하였다. 따라서 2월 21일부터 24일까지 사쓰마 군의 공격은 모조리 실패 한 뿐만 아니라, 무사 대부분이 이 공성전으로 소모되어, 24일 이후 양군 대치상태에 빠졌다. 거기서, 사쓰마 군은 남하해오는 신정부군, 또한 상륙해온다고 예상되는 신정부군, 구마모토 부대에 대처하기 위해, 구마모토 성 강습책을 포위책으로 변경하였다. 우에기 방면, 기도메, 기치지 방면, 도리스 방면, 구마모토 방면에서는 연달아 신정부군과 사쓰마 군의 공방전이 전개되었고, 2월 20일〜27일에는 구마모토 방면, 3월 1일〜31일에는 다바루, 기치지 방면, 3월 10일〜4월 15일에는 도리스 방면, 3월 4일〜4월 15일에는 우에기, 기도메 방면에서 격렬한 전투가 일어났다.

#### 다카세(高瀨)부근 전투
2월 24일, 제 1여단(노즈 시즈오 소장)과 제 2여단(미요시 시게오미 소장)은 잇달아 남하 중이었다. 구루메(久留米)에서 고노하(木葉)에서의 패전 정보를 들은 양 여단장은 남하를 서두르는 한편, 미이케(三池)가도에 일부 부대를 분견(分遣)하였다. 보병 제 14연대(노기 소좌)는 이시누키(石貫)로 향하는 한편 다카세 방면으로 수색을 보냈다. 25일, 보병 제 14연대는 야마가(山鹿)가도와 다카세 길로 나누어 진격하였다. 야마가 방면으로는 제 3여단의 선봉 1개 중대의 증원을 얻어 24일에 전진해온 노무라 오시스케의 5개 소대와 대전하게 되었지만, 다카세 길로 간 부대는 사쓰마 군과 전투도 없이 다카세를 점령하였다.
이 당시 사쓰마 군의 배치는 대략 아래와 같다.
- 야마가 - 노무라 오시스케(5개 소대)
- 우에기 - 고시야마 규조(3개 소대), 이케베 기치주로(구마모토 부대 주력)
- 이쿠라(伊倉) - 이와키리 기지로, 고다마 교노스케등(3개 소대), 삿사 도모후사(구마모토 부대 3개 소대)

이에 비해, 신정부군의 토벌 여단은 차례차례 난칸에 들어가 본진을 마련하여, 즉시 이시누키로 파병, 이와자키(岩崎) 언덕에 증원을 보냈다.
신정부군이 다카세 강선에 진을 구축하는 것을 본 이와키리 등은 다카세 강의 교량에서 공격, 구마모토 부대는 도하하여 골짜기, 이와자키 언덕을 공격하였다. 하지만, 이와키리는 이시누키 동쪽 대지에서의 감사(瞰射, 높은 위치에서 총, 활을 쏨)에 애를 먹고, 구마모토 부대는 증원을 받은 제 14연대 우익에 방해받아, 격전 대치하고 나서 2시간, 밤이 되어서 퇴각하였다.
2월 26일, 에쓰 산(越山)의 3개 소대는 신정부군의 다카세 진출에 대비하여, 야마베타(山部田)와 성 아래 사이에서 만나는 선에 진을 치고, 삿사의 구마모토 부대 3개 소대 및 이와키리, 고다마의 3개 소대는 데라다(寺田)과 다테 산(立山) 사이 만나는 선에 진을 치고 다카세 전진을 저지하려 하였다. 이케베의 구마모토 부대 주력은 삿사 부대가 고전중이라는 오보를 듣고 데라다로 진격하였고, 야마가의 노무라의 부대는 진격을 준비하고 있었다. 이 때, 기리노, 시노하라, 무라타, 벳푸등이 이끄는 사쓰마 군 주력은 오쿠보(大窪, 구마모토 시 북쪽)에 집결중이었다.
사쓰마 군 주력은 오쿠보에서 좌, 중, 우 3익으로 나뉘어, 다음 방향에서 다카세 및 다카세로 진격하는 신정부군을 협격하는 계획을 세웠다.
- 우익부대(야마가 방면) - 기리노 도시아키(3개 소대 약 600명)
- 중앙부대(우에기, 고노하 방면) - 시노하라 구니모토, 벳푸 신스케(6개 소대 약 1,200명)
- 좌익부대(기치지, 이쿠라 방면) - 무라타 신파치(5개 소대 약 1,000명)

이에 대해 신정부군은 사쓰마 군 주력의 북진을 알지 못하고, 전면의 사쓰마 군이 아직 우세하지 않다고 판단, 다음과 같이 부서를 정하였다.
- 제 1진
  - 전구(前驅) - 노기 마레스케 소좌(4개 중대)
  - 중군 - 사코다(迫田) 대위(2개 중대)
  - 후군 - 오하사(大迫) 대위, 지시키(知識) 대위(2개 중대)
- 제 2진
  - 예비 부대 - 하세가와(長谷川) 중좌(4개 소대)
  - 야마가 방면 수비대 - 쓰게(津下) 소좌(3개 중대)
- 응원(총 예비부대) - (2개 중대, 1개 대대 우측 반 부대)

사쓰마 군의 우익 부대는 새벽, 야마가에서 기쿠치 강(菊池川)을 따라 남하, 다마나시(玉名)부근의 신정부군 좌익을 공격, 중앙 부대는 다바루 언덕을 넘어, 고노하에서 신정부군 수색대와 조우전을 벌였고, 좌익 부대는 기치지 고개, 하라쿠라(原倉)로 진격, 여기서 오른쪽 종대는 다카세 다리에, 왼쪽 종대는 이쿠라, 오하마(大濱)를 지나 이와자키 언덕으로 진출했다. 신정부군은 수색대의 정보와 각지에서의 급보로 비로소 사쓰마 군의 대거 내습을 알아차려, 각지에 증원 부대를 파견하는 동시에 미요시 여단장 스스로 골짜기로 진출하였다. 신정부군, 사쓰마 군 양군의 전투는 격렬해지고, 미요시 소장이 총상을 입을 정도로 총포격전, 접전이 일어났다.
오전 10시 즈음, 기리노가 이끄는 우익 부대는 우회하여 이시누키에 있는 신정부군의 배후 연락선을 공격하였다. 이때 제 2여단 본진에 마침 거기에 있던 노즈 미치쓰라 대좌(동생)는 여단 간부와 궁리하여 증원을 보내는 동시에, 이나리 산(稻荷山) 확보를 명했다. 이 산을 점령한 신정부군은 몇 번이나 탈취를 시도하는 사쓰마 군 우익 부대를 감사(瞰射)하여 물리쳤다. 뒤이어 남하해 온 노즈 시즈오 소장(형)의 병사가 우익 부대의 우측면을 찔러, 맹장 기리노가 이끄는 우익 부대도 견디지 못하고, 에다(江田)방면으로 퇴각하였다. 이나리 산은 저구릉 지대였지만, 이 지역의 요충지였기 때문에, 이 곳을 둘러싼 쟁탈전은 세이난 전쟁의 덴노 산라고도 전해진다.
우익 부대의 왼쪽 종대는 신정부군을 이와자키 언덕에서 가즈라하라 산(葛原山)으로 퇴각시켰지만, 중앙 부대는 탄약 부족으로 인해 퇴각하였다. 이때 원군을 얻은 신정부군 중앙 여러 부대는 반격에 나섰다. 사이고 고베, 아사에 나오노신, 사가라 나오노신 3소대도 적전 도하를 강행하여 다카세 탈회를 시도하였지만 신정부군의 증원과 일몰이 다가와 오하마 방면으로 퇴각하였다. 신정부군도 피로로 인해 추격할 여유가 없었다. 이 방면의 전투는 격전이었으며 사이고 고베 이하 사쓰마 군 여러 장수가 전사하였다.

#### 다바루(田原)언덕, 기치지(吉次)고개 전투
3월 1일부터 3월 31일까지, 현재의 구마모토현 가모토 군 우에기 마을에서 다바루 언덕, 기치지 고개의 격전이 전개되었다. 이른 봄이라 매우 쌀쌀했고, 비도 내리는 힘겨운 상황 속에서 전투는 시작되었다. 신정부군은 다바루 언덕 방위선 돌파를 위해, 3월 11일, 군을 주력과 별동대로 나누었다. 주력은 다바루 언덕과 기치지 고개 돌파를, 별동대는 야마가의 기리노 부대의 움직임을 봉쇄하기 위해서였다. 하지만 주력군은 현지 지형에 밝은 사이고군의 거센 총격과 발도(拔刀) 백병전에 손도 제대로 못 쓰고 다바루 언덕의 정면 돌파를 단념하고 서쪽에서 공격하여 요코히라 산 (나치那智 산)을 빼앗으려 했다. 사쓰마 군의 가공할 백병 발도 공격에 맞서기 위해 신정부군은 사족 출신의 병졸을 뽑아 발도대(拔刀隊)를 조직하지만 토벌당하자 3월 13일, 새로운 경시(警視)발도대를 조직하였다.
3월 14일의 다바루 언덕의 공격 시도에서 결국 요코히라 산을 점령하지는 못했지만, 경시발도대가 사쓰마 군과 대등하게 싸울 수 있다는 것을 알게 되었고 이때의 발도대의 공을 칭찬하여 유명한 발도대의 노래가 만들어지기도 했다. 다음날인 15일, 사쓰마 군의 수비를 깨고 신정부군은 드디어 요코히라 산을 점령, 사쓰마 군의 방위선을 뚫고 들어가는데 성공하였다. 전선 정리를 위한 하루 동안의 휴전을 거쳐 3월 17일, 신정부군은 서쪽에서 정면으로의 공격을 개시했지만, 지형을 이점을 살려 배치한 사쓰마 군의 다바루 언덕 방위선을 깨는 데는 실패했다. 3월 4일부터 신정부군과 사쓰마 군 사이에 벌어진 전투에서 신정부군 전사자는 약 2,000명, 부상자도 2,000명에 달했다.
신정부군 주력 부대의 본진에서는 3월 18일, 노즈 시즈오 소장(제1여단장), 미요시 시게오미 소장(제2여단장), 참모장 노즈 미치쓰라 대좌, 다카세 토벌 본진의 오야마 이와오 소장 등에 의해 막료 회의가 열렸다. 이 회의는 작전 계획을 세움과 그 의사를 통일하기 위해 열렸다. 여태까지의 전투에서 신정부군은 많은 병력을 쏟아붓고도 이렇다할 전과를 올리지 못한 채 병력만 낭비되었다. 우수한 병사를 보유한 사쓰마 군이 지리의 이점을 잘 이용해 다바루 언덕의 방위선을 구축하고 있었고 상태를 타파하기 위해선 어서 다바루 언덕의 견고한 방어선을 돌파할 필요가 있었지만, 병사들이 지쳐 있던 점을 감안해 19일에는 휴식을 취하고 20일 이른 아침에 두 방면에서 총공격을 결행하기로 정하였다.
20일 이른 아침 신정부군은 개전 이래 최대 병력을 다바루 언덕에 투입하였다. 주력 부대는 호우와 안개로 혼란을 겪는 와중에 양쪽으로 골짜기를 넘어, 다바루 언덕 부근에 접근하였다. 그리고 빗속에서 양쪽의 요코히라 산의 포병진지에서 다바루 언덕 일대에 유래없는 대포격을 개시했다. 포격이 멈춤과 동시에 사쓰마군의 본진으로 목표로 일제히 돌격했다. 신정부군의 맹포격과 쏟아진 비 때문에 응전이 늦어진 사쓰마 군은 상황파악도 제대로 하지 못한 채 고스란히 공격에 노출될 수밖에 없었다. 사쓰마군은 서서히 우에기 방면으로 패주했다.
신정부군의 공격을 성공에 이끈 기치지 고개 부대의 활약은 컸다. 기치지 부대의 사쓰마 군에 대한 견제 공격으로 신정부군 주력을 '다바루 언덕 돌파' 하나로 집중시킬 수 있었다. 하지만 기치지 고개 부대의 피해는 막대하여 고마이(駒井) 대위를 비롯한 많은 목숨을 잃었다.
다바루 언덕에서의 공방전은 17일간 계속되었다. 사쓰마군이 우에기 방면으로 패주하면서 다바루 언덕의 중후한 방어선은 무너졌다. 이후 신정부군은 다바루 언덕에서 우에기 방면까지의 침공을 시도했지만 도중에 사쓰마군의 공격을 받아 중지되었다. 다바루 언덕 전투는 사쓰마군의 패배로 끝났지만, 사쓰마군은 다시 21일 아리아케 해, 기치지 고개, 우에키, 와이후(隈府)를 잇는 방위진을 구축하여 신정부군의 구마모토로 향하는 길을 차단, 공격을 지연시켰다.
3월 1일에 시작된 다바루를 둘러싼 전투(다바루 언덕, 기치지 고개)는 이 전쟁의 분수령이 된 격전으로, 100년이 지난 현재까지도 현지에서는 당시의 총탄이 다바루나 경사면에서 자주 발견되고 있다고 한다. 사쓰마군에서는 부사령격이었던 1번대대 지휘장 시노하라 구니모토를 비롯하여 용맹한 무사가 잇따라 전사했다. 신정부군도 3월 20일 하루 동안에만 전사자가 495명에 달했다. 많은 전사자를 내면서도 신정부군은 다바루 언덕 전투에서 사쓰마군을 압도하여, 착실히 구마모토 진다이 구원의 첫걸음을 내디뎠다.

#### 우에기(植木), 기도메(木留)전투
3월 23일 신정부군은 우에기, 기도메를 공격, 일진일퇴의 진지전에 돌입하였다. 3월 24일에도 신정부군은 다시 기도메를 공격, 3월 25일 우에기에 책루를 설치, 공격 주력을 기도메로 이동시켰다. 3월 30일, 신정부군 주력은 산노타케(三ノ岳)의 구마모토 대를 공격, 4월 1일에는 한코(半高)산, 기치지 고개를 점령하였다. 4월 2일, 신정부군은 기도메도 점령, 사쓰마군은 헤타노(邊田野)로 후퇴, 헤타노, 기도메의 취락은 불에 탔다. 4월 5일에는 신정부군본영에서 군의가 열렸다. 4월 8일, 헤타노 방면은 격전(激戰)이 되었고, 신정부군은 하기사코(萩迫)의 가키노키(枾木)포대를 점령하였다. 4월 12일에 사쓰마군은 최후의 반격을 하였지만, 4월 15일, 우에기, 기도메, 구마모토 방면에서 철퇴하여, 성 남쪽 방면으로 물러났다. 이를 쫓아 신정부군은 대진격을 개시하였다.

#### 도리스(鳥巢) 방면
도리스에서는 3월 10일에 사쓰마군이 이 지역의 수비를 시작하고 나서 4월 15일에 철퇴할 때까지 신정부군과의 사이에서 치열한 싸움이 펼쳐졌다. 먼저 3월 30일 새벽에 근위병 2부대가 양쪽으로 나뉘어 와이후로 쳐들어갔다. 처음에는 사람이 부족하여 사쓰마군이 불리한 상황이었지만, 그 사이 이토 부대의 응원도 있어, 겨우 신정부군을 패주시켰다.
4월 5일 제 3여단（미우라 고로소장）은 도리스를 공격, 사쓰마군의 히라노부대와 신구지 부대가 수비하고 있는 한가운데에 공격, 허를 찔린 양 부대는 순식간에 패주했다. 이를 들은 사쓰마군의 노무라 오시스케는 우에기에 있던 부대를 거느리고 도리스로 향해, 만회하려고 분전하지만 결국 이 날 하루로는 결착이 나지 않았고 4월 7일 신정부군이 일단 이 지역은 단념하고 고가(古閑)를 먼저 공략하자 하여 일시적으로 휴전상태가 되었다. 한편 고가에서는 히라노 부대, 시게히사 부대의 필사적인 항전으로 인해 신정부군은 부득이하게 철퇴하였다.
사쓰마군은 용감히 싸워 4월 9일 다시 와이후로 공격해온 신정부군을 격퇴하였지만 탄약, 무기 부족으로 인해 이 이상의 전투는 불가능하다고 판단하여 아카보시 고개(赤星坂)로 철퇴하였다. 4월 10일부터 4월 13일에 걸쳐 신정부군에 의한 도리스 재공략이 시작되어 사쓰마군도 이에 대해 용감히 응전하였지만 점점 무기가 부족해져, 도리스 철퇴 명령이 내려져 이 지역을 뒤로하고 오즈(大津)로 향했다.

### 사쓰마군의 장기간 포위책의 파탄과 신정부군 충배군(衝背軍)의 상륙
사쓰마 군의 주력이 북부 전선으로 옮긴 후에도 구마모토 성의 포위는 계속되었지만, 신정부군 충배군의 상륙과 구마모토 부대와의 연락이 닿은 점에서 포위책은 파탄, 전선은 구마모토 성의 남부, 동부로 이동하였다. 이 지역에서 일어난, 이른바 성동회전(城東會戰)의 귀추는, 다바루의 패전에 뒤지지 않는 타격을 사쓰마군에 주게 되었다.

#### 구마모토 성 포위
성 안의 식량이 바닥나기를 기다려 함락시키려는 이른바 장기간 포위책을 채용한 사쓰마군이 대포전을 주로 삼았기 때문에 수비 측에서는 그로 인해 고심하였다. 3월 12일, 다니 산(段山)을 둘러싼 양군의 쟁탈전이 일어났다. 이 쟁탈전은 13일까지 계속되었다. 안개 속에서 포격, 총격이 섞인 격전은 안개가 개일 때에는 쌍방의 거리가 10발자국인 접근전 이었다. 결국 다니 산 배후에 선 진다이(鎭臺)측이 사쓰마군을 패주시켰다. 이 전투는 신정부군 사상자 221명, 사쓰마군 사망자 73명 포로 4명이라고 하는 포위전 최대의 격전이었다.
사쓰마군 주력이 북쪽에서 전전(轉戰)하였기 때문에 진다이의 수비담당이 약간 줄어들었다고 해도, 개전 전의 화재로 잃은 식량의 보충이 충분하지 않았기 때문에 식량부족에 시달려, 극력 소비를 막음으로써 견디고 있었다. 이케노우에가 이끄는 포위군은 당초 21개 소대, 1개 포대 합 4,700명 가까이 있었지만 포위책이 채용되자 16개 소대, 2개포대로 감소, 3월이 되자 다카세, 야마가, 다바루, 우에기 등 북부 전선이 격전이 됨에 따라 증원부대를 격전지에 파견시킴으로 인해 더욱 더 감소하였다. 그로 인해 포위군은 아주 적은 병사로 거대한 구마모토 성을 전면 포위하는 점에서 고심하였다. 한편, 진다이 측은 이를 기회로 때때로 소량의 식량을 성 안으로 운반해 왔다.
포위군이 감소한 사쓰마군은, 기리노가 구마모토 부대의 계책으로 3월 26일 쓰보이 강(坪井川), 이세리 강(井芹川)의 물을 성 주위에 끌어들였다. 이로 인해 구마모토 부대의 동북쪽 및 서부의 논밭일대가 호수로 변했다. 이 방책에 의해 사쓰마군은 성의 동북 및 서부를 지키는 병사를 수백 명 절약하였지만 진다이쪽에서도 성의 서부를 지키는 병사를 절약할 수 있었기 때문에 더욱 더 상황이 좋게 되었다.

#### 진다이(鎭臺)[16]병사 출격
구마모토 진다이의 성 밖출격은 사쓰마군 주력이 북부 전선으로 이동한 2월 27일부터 시작되었다. 이 날, 오사코 나오하루대위가 이끄는 정찰대는 쓰보이 방면 위력 정찰로 출격하였다. 3월 26일, 우에기 방면에서 총성을 들었지만 토벌군이 나타나지 않아, 후방 교란 부대를 3부대로 나누어 교마치구치(京町口), 이세리(井芹)마을, 혼묘 사(本妙寺)로 출격시켰다. 이들 부대는 잠시 사쓰마군을 달아나게 하려고 하였지만, 역습을 만나 철퇴하였다.
농성이 40일에 이르자, 식량, 탄약이 결핍된 진다이는 여력이 있을 때에 토벌군과 연락하기 위해 남쪽의 가와지리 방면으로 출격하기로 한다. 부대를 오쿠 야스카타 소좌가 이끄는 부대, 오가와 대위가 이끄는 침습(侵襲) 부대 및 예비부대 세 개로 나누어, 4월 8일 출격하였다. 침습 부대가 안세이(安巳) 교를 급습, 싸우고 있는 사이에 오쿠 부대는 전진하여 스이젠지(水前寺), 나카무타(中牟田), 겐군(健軍), 구마노쇼(隈庄)를 지나 우토의 충배군과 연락하였다. 한편 침습 부대는 사쓰마군의 혼란에 기세를 몰아 구혼 사(九品寺)에 있는 쌀 720가마, 소총 100정등을 빼앗아 철수하였다.

#### 충배군(衝背軍)상륙
신정부군 남하군은 2월 다카세 전투 이래 두드러진 성과를 거두지 못한 채였다. 그래서 다카시마 대좌의 건의에 의해, 구마모토 진다이와 연락하여 사쓰마군의 가고시마와 구마모토 문 사이의 보급, 연락 차단, 사쓰마군을 앞뒤에서 협격을 기도한 군을 파견하게 되었고 구로다 기요타카중장이 상륙 충배군을 지휘하게 되었다.
최초의 충배군은 3월 18일 나가사키를 출발하여 야쓰시로(八代)로 향한 다카시마 도모노스케(高島鞆之助) 대좌가 이끄는 별동 제 2여단이었다. 이 여단은 3월 19일 함포사격에 원호, 히나구(日奈久)남쪽 입구 및 야쓰시로 배후에 상륙하여 사쓰마군을 두 방면에서 공격하여 야쓰시로 점령에 성공하였다. 20일에는 구로다 기요타카가 이끄는 1개 대대 반과 경시부대 500명 정도가 히나구에 상륙하였다. 사쓰마군에서는 2번대대 1번소대가 히나구, 2번대대 5번소대가 마쓰자키(松崎) 서남쪽 가메자키(亀崎), 2번대대 6번소대가 2번대대 6번소대가 구마모토 서북의 시라하라(白浜)에서 해안 경비를 하고 있었지만 조금도 효과적인 방어가 되지 않았다.
신정부군의 야쓰시로 상륙의 정보를 얻은 사쓰마군은 구마모토 포위군의 일부를 나누어 3번대대 지휘장 나가야마 야이치로가 이끄는 5개 중대, 도성부대, 2번 포대를 야쓰시로에 파견하였다. 3월 20일, 사쓰마군 선발부대와 다카시마 대좌가 이끄는 신정부군은 히가와(氷川)를 사이에 두고 격전을 벌였고 사쓰마군은 건너편 기슭으로 진출하였다. 하지만 다음날 21일에 증원을 얻은 신정부군이 되물리쳐, 사쓰마군을 스나가와(砂川)로 퇴각시켰다. 22일, 구로다는 야쓰시로에서 미야노하라(宮の原)로 나와, 여기서 사쓰마군과 격전을 벌인다. 증원을 얻은 사쓰마군과 신정부군의 전투는 24, 25일에도 계속되어 전황은 일진일퇴하였다.
3월 24일, 나가사키를 출발한 별동 제 2, 3여단은 25일 오후 야쓰시로에 상륙하였다. 이때 일단 각 여단의 명칭이 변경되었지만 후에 29일에 다시 변경되었고 다음과 같다.
- 다카시마 도모노스케 대좌의 여단 ─ 별동 제1여단
- 야마다 아키요시 소장의 여단 ─ 별동 제2여단
- 가와지 도시요시 소장의 여단 ─ 별동 제3여단（경시부대를 주체로 하여 편성）
- 구로카와 미치노리 대좌의 여단 ─ 별동 제4여단

#### 오가와(小川)방면 전투
3월 26일, 구로다군은 별동 제 1여단을 좌익, 별동 제 2여단을 중앙, 경시부대를 우익으로 배치, 함포사격 원호 아래 세 방향에서 오가와 방면의 사쓰마군을 공격, 격전 끝에 사쓰마군을 격퇴하여 오가와를 점령하였다. 이 때, 사쓰마군의 맹장 나가야마 야이치로는 병사들을 격려하였지만 전황을 역전시키지는 못했다.

#### 마쓰바세(松橋)부근 전투
3월 30일, 구로다군은 별동 제 3여단에게 사바가미 고개(娑婆神嶺), 별동 제 1여단, 2여단에게 마쓰바세(松橋)를 공격시켰다. 별동 제3여단은 사바가미 고개를 점령, 별동 제 1여단과 2여단은 오노 강(大野川)선까지 진출하였다. 다음날, 별동 제2 및 제 3여단은 양쪽에서 마쓰바세를 공격, 별동 제 1여단은 기타토요 곶(北豊崎)에서 미후네로 진출, 사쓰마군의 우측을 공격하였다. 이에 견디지 못하고, 사쓰마군은 가와지리로 후퇴하였고 신정부군은 마쓰바세를 점령하였다.

#### 우토(宇土), 가타시다(堅志田), 미도리(綠)강 전투
4월 1일, 별동 제1여단이 사쓰마군 야습 부대를 추격하여 우토를 점령하였다. 또한 별동 제 3여단은 고사(甲佐)로 퇴각한 사쓰마군을 추격, 가타시다를 점령하였다. 3일, 이른 아침의 안개를 틈타 사쓰마군을 급습하였고, 별동 제 3여단은 5시간의 격투 끝에 이를 격퇴, 추격하여 미도리 강을 넘어 사쓰마군의 측배를 공격, 고사를 점령하였고 사쓰마군은 모두 미후네로 퇴각하였다. 6일, 구로카와 미치노리 대좌가 이끄는 별동 제 4여단이 우토 포구에 상륙하였다. 7일에는 미도리 강 왼쪽 해안에 진출해있는 사쓰마군을 별동 제 2여단이 별동 제 1 및 제 4여단의 원호를 받아 오른쪽 해안으로 되물리쳤다. 또한 제 2 및 제 4여단은 기와라 산(木原山)을 급습, 사쓰마군을 협격하여 가와지리로 패주시켰다.

#### 미후네(御船) 전투
구로다 군은 충배군의 부서를 정하고, 다음 방면으로 일제 진격을 기도하였다.
- 고사, 미후네, 요시노(吉野) ─ 별동 제 3여단
- 구마노쇼(隈庄), 나마즈무라(鯰村), 가미지마(上島) ─ 별동 제 1여단
- 위 여단의 예비 부대 ─ 별동 제 1, 제 2여단의 일부
- 미도리 강, 가와지리 ─ 별동 제 2여단, 별동 제 4여단

4월 12일, 별동 제 3, 제 1여단은 일제히 공격을 개시했다. 별동 제 1여단은 미야지(宮地)를 출발하여 미도리 강을 건너 사쓰마군을 공격하였다. 사쓰마군은 계속되는 패전으로 인해 기세가 점점 누그러져, 민가에 방화하고 퇴각하였다. 이 때, 달려간 나가야마 야이치로는 패주하는 사쓰마군 병사를 질타, 격려하였지만 만회하기 불가능하다고 판단하여, 민가를 매입, 불을 질러 할복하였다. 이리하여 미후네는 신정부군에 의해 점령되었다.
같은 날 별동 제 2여단은 신 강(新川)둑에서 사쓰마군의 맹사격에 저지당했고, 제 4여단도 진격을 저지당했다. 다음날 13일 별동 제 2여단도 별동 제 4여단을 연계하면서 가와지리를 향해 진격하였다. 별동 제 4여단의 일부가 닛타(新田)를 공격하여 사쓰마군을 견제하는 사이에 주력이 미도리강을 건너 사쓰마군과 격전을 펼치면서 가와지리로 향했다. 가와지리로 향한 별동 제 4여단과 제 2여단은 양쪽에서 사쓰마군을 공격하여 물리치고, 가와지리를 점령하였다.

#### 충배군의 구마모토 입성
4월 13일 별동 제 2여단의 야마카와 히로시 중좌는 미도리 강의 모래톱에 있었지만, 우군의 가와지리 돌입을 보고 이 기회를 놓치면 안된다고 생각하여 병사를 나누어 스스로 선발부대를 이끌고 구마모토성을 향해 돌입, 결국 성 아래에 도착했다. 성 안에 있던 모두는 다시 살아났다 생각해 매우 기뻐했지만, 나중에 야마카와 중좌는 작전을 무시한 독단전행을 문책 받았다고 한다.

#### 사쓰마군의 야쓰시로 급습
이 즈음, 사쓰마군은 다바루 방면에서의 전투가 격화됨에 따라 병력이 부족하게 되었고, 기리노의 명으로 후치베 군페이, 벳푸 신스케, 헨미 주로타 등이 가고시마에 돌아가 새로운 병력을 징집하였다. 3월 25, 26일 양일로 1500명 정도를 징집하였지만 신정부군이 야쓰시로에 상륙, 우토에서 가와지리로 향했기 때문에, 이 병력은 구마모토에 있는 사쓰마군과는 합류하지 못했다. 그리하여 이 부대는 히토요시에서 내려와, 야쓰시로에서 구마모토로 진군중인 신정부군을 배후에서 공격하여, 퇴로를 끊어 고립시키는 작전 아래 행동하게 되었다.
4월 4일, 히토요시에서 구마 강(球磨川)을 따라, 혹은 배로 내려가 야쓰시로 남부에서 나온 사쓰마군은, 먼저 사카모토 마을(坂本村)의 신정부군을 공격하여 패주시킨 것이 시초가 되어 5, 6일 승리, 야쓰시로로 향했지만 7, 8일 신정부군의 반격에 의해 야쓰시로에 당도하지 못하고 다시 사카모토 부근까지 되돌아갔다. 4월 11일, 다시 사쓰마군은 야쓰시로를 공격. 피로도 있어서 신정부군이 일시패퇴하였지만, 13일에 신정부군에 원군이 투입되어, 사쓰마군, 신정부군 모두 철수하지 않고 4월 17일까지 이 상황이 계속되었다. 17일 1개 대대에 사쓰마군의 우익을 찌른 작전이 성공하여 신정부군이 유리하게 되었고, 사쓰마군은 패주하였다. 이 사이의 하기와라 둑(萩原堤)에서의 전투 당시 협동 부대 미야자키 하치로가 전사, 벳푸 신스케가 다리에 중상을 입었다.

### 성동(城東)회전(會戰)
기리노 도시아키는 4월 14일, 구마모토대 대대장 이케베 기치주로의 건의로, 니혼기(二本木) 에 있는 본진을 기야마(木山)로 이동했다. 당시, 가노코기(鹿子木)의 나카지마 다케히코(中島健彦), 도리스의 노무라 오시스케에게 급사를 보내 가와지리의 패전을 전하고, 적당한 병사를 기야마로 철수하라고 전달했다. 사쓰마군 여러 부대가 구마모토 성, 우에키에서 차례대로 철퇴해온 4월 17일, 기리노측은 본진 기야마를 중심으로 우익에는 오즈, 나가미네(長嶺), 호타쿠보(保田窪), 겐군(健軍), 좌익에는 미후네에 걸쳐 20km정도의 새로운 방어선을 구축, 여기서 남하하는 신정부군을 격파, 전멸시키는 작전을 취했다. 이 때, 사쓰마군이 본진의 기야마(현재의 마시키정)를 둘러싼 형태였다. (약 8천명) 이에 대항하는 신정부군도 야마가타군등이 구마모토성에서 일으킨 군의로 각 여단으로 나누었다. (합계 약 30000명)
사쓰마군 최우익 오즈에는 오노 오시스케가 지휘하는 부대가 배치되었다. 4월 20일 새벽, 제1, 2, 3여단이 연계하여 오즈가도로 진격했지만 오노의 여러부대는 분투하여 이를 방어, 그 상태 그대로 해가 지게 되었다.
4월 19일 구마모토 진다이, 별동 제 2,5여단은 연계, 겐군지구의 노베오카(延岡)부대를 공격했다. 노베오카 부대는 교즈카(京塚)를 지키면서 건투했으나 탄약이 떨어져 후방으로 후퇴, 대신 고노 슈이치로 중대의 역습으로 신정부군을 격파했다. 신정부군은 별동 제 1여단에서 지원을 받았지만 고전을 면치 못했다. 더욱 더 신정부군을 지원을 받아 사쓰마군의 성채 2개를 빼앗았지만 사쓰마군이 우위인 채로 해가 지고 말았다.
별동 제 5여단의 주력은 4월 20일, 호타쿠보지구의 사쓰마군을 공격했다. 오후3시에는 맹렬한 화력을 집중해서 사쓰마군의 선진을 돌파, 후진으로 다가섰지만 나카지마가 지휘하는 사쓰마군의 역습으로 인해 좌익부분이 모두 붕괴되고 말았다. 배후에 공격을 받은 신정부군은 겨우 포위를 벗어나 후퇴했다. 이 결과, 별동 제 5여단과 구마모토 진다이의 연락은 밤이 되어서도 두절된 채였다.
나가미네지구의 기지마는 발도대를 이끌고 전진, 별동 제 5여단의 좌익을 돌파, 구마모토성으로 돌입했다. 구마모토성에 있던 야마가타 군은, 시나가와 야지로에게서 신정부군고전의 보고와 오야마 소장에게서 사쓰마군이 구마모토에 돌입할 우려가 있다는 보고를 듣고, 급히 구마모토성에 있던 예비 부대 제 4여단을 전선에 투입시킨 상태였다.
사쓰마군의 우익인 미후네에는 사카모토(坂元)가 지휘하는 여러부대가 구마모토에 들어간 신정부군과 교대하는 형태로 진주해왔다. 별동 제 3여단은 4월 17일, 구마모토에서 미후네를 공격하기를 반복했다. 사카모토의 부대는 이 공격에서는 퇴각했지만, 이에 계속해서 별동 제 1,2,3여단의 서,남,동쪽에서오는 포위공격에 견디지 못하고 미후네에서 패퇴했다.
양군의 충돌은 4월 19, 20일에 신정부군이 사쓰마군에 공격을 시작으로 전투는 단번에 구마모토 평야지역으로 이르렀다. 먼저 사쓰마군 가장 좌익의 미후네가 무너지고, 20일 밤에는 가장 우익인 오즈의 노무라부대도 퇴각하여 다음날 21일 이른 아침, 제 1,2여단은 오즈에 진입, 계속하여 사쓰마군을 추격, 작은 전투를 거듭해 기야마로 진출하였다. 제 3여단은 오즈로 진출, 그곳으로 본진을 옮겼다.
이처럼 '성동회전'에서는 사쓰마군은 우익에서는 패했지만, 우익의 나가미네, 호타쿠보, 겐군에서는 계속 우세한 상황이었다. 하지만 신정부군은 오즈와 미후네에서 사쓰마군 본진의 기야마를 협격하는 형세를 취했다. 이에 대항하여 기리노는 기야마에서 죽을 각오로 결전을 할 셈이었다. 하지만 노무라 오시스케, 이케베의 필사의 설득으로 기리노는 생각을 바꾸어 본진을 동쪽의 야베마치(矢部町, 현재의 야마토정)으로 이전하기로 결정, 스스로 사쓰마군 퇴각부대의 후미를 맡았다. 이리하여 본진이 후퇴함으로써, 우세였던 사쓰마군 우익 각 부대도 동쪽으로 후퇴시킬 수 밖에 없었고, 세키가하라 전투 이래 최대의 야전인 '성동회전'은 불과 하루의 전투로 결착이 났다.

### 사쓰마군의 세 지역 반거책과 히토요시 공방전
4월 21일, 사쓰마군은 야베마치에서 열린 군의에서 무라타 신파치, 이케노우에가 대대 지휘장을 사퇴, 본진의 가까운 진영에서 열리는 군의에 참여할 것, 전군을 중대편제로 할 것, 세 주의(사쓰마국, 오스미국, 휴가국)반거책을 정할 점, 히토요시를 그 근거지로 하는 점 등을 결정했다. 이 후 당일, 사쓰마군은 전군을 양쪽으로 나누어 시하라(椎原)를 넘어 히토요시 분지로 퇴각했다.
4월 27일, 히토요시 분지로 들어온 사쓰마군은 본진을 히토요시에 두었다. 28일에 에시로(江代)에 도착한 기리노는 여기에 출장 본진을 두고 군의를 열었다. 에시로 군의에서 정해진 사항은 히토요시에 병원이나 탄약 제작소를 설치할 것, 각 방면에 여러 부대를 배치하는 점 등으로 순차적으로 실행에 옮겨졌다. 이 때, 기리노가 히토요시를 중심으로 남하, 양 날개를 펼치는 형태로 사쓰마군을 배치했다.

#### 간세(神瀨)방면
5월 8일, 헨미, 고노 슈이치로, 히라노, 후치베는 각자 4개의 부대를 이끌고 간세(神瀬) 에비라세(箙瀬)방면으로 향했다. 신정부군과의 전투는 5월 9일에 시작 됐지만, 15일에는 하치쿠 대(破竹隊)의 아카쓰카 겐타로(赤塚源太郎)이하 1개 중대가 신정부군에 항복하는 사건이 일어났다. 이에 간세 주변에서의 양군의 공방은 일진일퇴를 거듭하면서 6월까지 계속되었다.

## 정부군의 편제
- 가고시마현 반역자 토벌 총독：아리스가와노미야 다루히토 친왕
- 토벌 총감부
  - 부사령관：야마가타 아리토모 육군 중장, 가와무라 스미요시 해군 중장
  - 서기：후쿠시마 야스마사
- 신센여단
  - 사령장관：고마쓰노미야 아키히토 친왕 육군 소장（메이지 10년 5월 29일-）
  - 대대장：다쓰미 나오후미 육군 소좌
- 제 1여단
  - 사령장관：노즈 시즈오 육군소장
  - 참모：사게지마 시게오 육군 공병(工兵) 중위（4월-）
- 제 2여단
  - 사령장관：미요시 시게오미 육군 소장（2월 29일-）, 오야마 이와오 육군 소장（3월 10일（별동 제 1여단 사령장관 겸임）-）, 구로카와 미치노리 육군 대좌（5월 13일-）
  - 참모장：노즈 미치쓰라
  - 사관：우에다 아리사와
- 제 3여단
  - 사령관장：미우라 고로 육군 소장（3월 10일-）
  - 대위：가와무라 가게아키 육군 대위（-4월）
- 제 4여단
  - 사령장관 대리：구로카와 미치노리 육군 대좌（4월 15일-）
  - 사령장관：소가 스케노리 육군 소장（4월 16일-）
- 별동 제 1여단
  - 사령장관：오야마 이와오 육군 소장（2월 27일-）, 다카시마 도모노스케（3월 28일-）
  - 참모장：오카자와 구와시
  - 참모：니시 간지로
  - 하사：쓰다 산조（3월 11일-）
- 별동 제 2여단
  - 사령장관：야마다 아키요시 육군 소장（3월 28일-）
  - 야마카와 히로시 중좌
  - （보병 제 1연대 중대장 대리）：안도 데이비 중위
  - 소위 시보(試補)：나카무라 사토루 소위 시보
- 별동 제 3여단
  - 사령장관：가와지 도시요시 육군 소장 겸 경시청 경시 총관, 오야마 이와오 육군 소장（6월 28일（별동 제 5여단 사령장관 겸임）-）
- 별동 제 5여단
  - 사령장관：오야마 이와오 육군 소장（4월 13일-）

- 구마모토 진다이
  - 사령장관：다니 다테키 육군 소장
  - 참모장：가바야마 스케노리 육군 중좌
  - 참모 부장：고다마 겐타로 육군 소좌
  - 보병 제 13연대（구마모토）
    - 연대장：요쿠라 도모자네

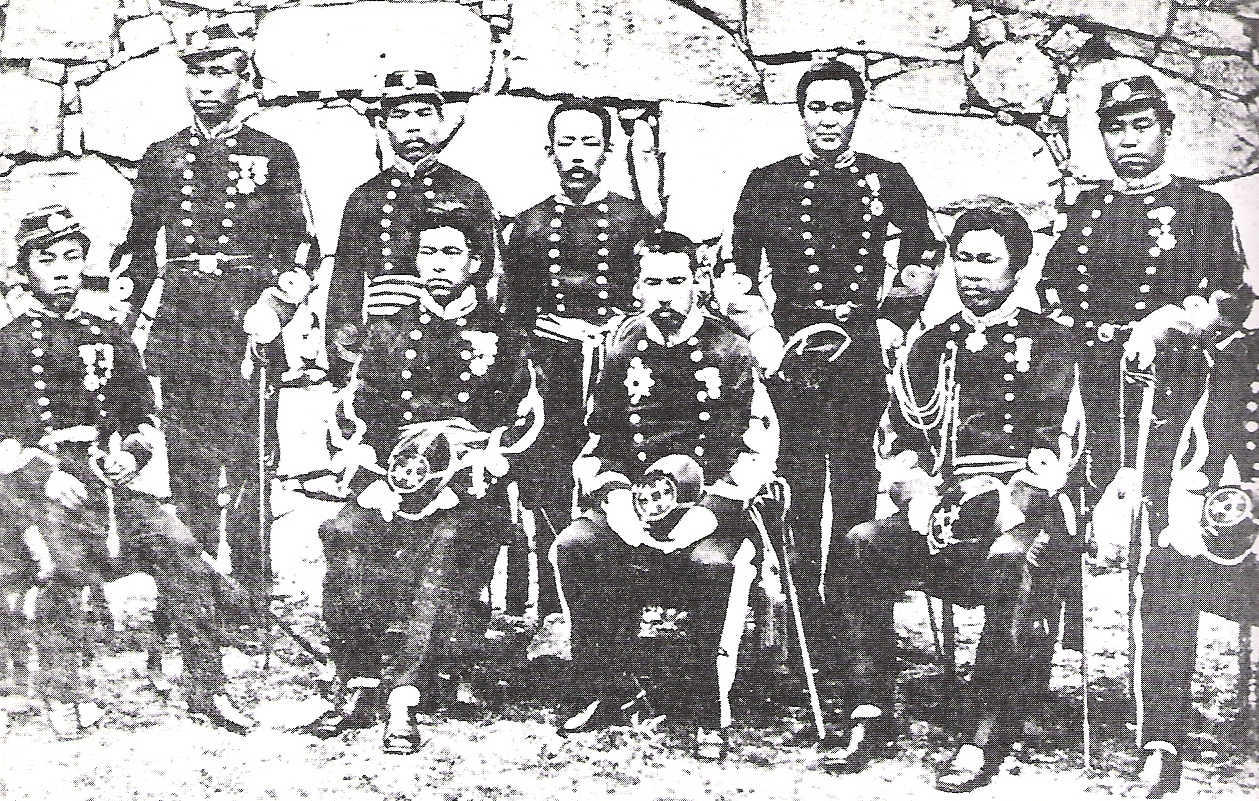
신정부군 장교들

    - 연대장 대리：가와카미 소로쿠 육군 소좌
    - 대대장：오쿠 야스카타

  - 보병 제 14 연대（고쿠라）
    - 연대장 대리：노기 마레스케 육군 소좌
    - 군기：가와라바야시 유타 육군 소위
- 도쿄 진다이 보병 제 2연대 (사쿠라(佐倉))
  - 연대부：이치노헤 효우에
- 도쿄 진다이 보병 제 3연대（다카사키）
  - 장교：우메자와 미치하루
- 나고야 진다이 보병 제 6연대（나고야）
  - 연대장：사쿠마 사마타
- 오사카 진다이 보병 제 8연대（오사카）
  - 제 1대대장：오시마 요시마사 육군 보병 소좌
- 히로시마 진다이 보병 제 11연대（히로시마）
  - 대대장：가와무라 가게아키 육군 소좌（4월-）
- 히로시마 진다이 보병 제 12연대（마루가메）
  - 연대장：구로키 다메모토
- 둔전병
  - 중대장：나가야마 다케시로
- 경시부대
  - 히가키 나오에, 사가와 간베, 사이토 하지메（전 신센구미 대사）
- 해군 함대 지휘관：이토 스케마로 해군 소장
- 그 외 종군자
  - 이시구로 다다노리 군의, 이주인 고로, 오우라 가네타케, 오사코 나오미치 육사생도, 가미오 미쓰오미, 사토 다다시, 시미즈 조쿠, 다무라 긴노스케, 데라우치 마사타케, 도조 히데노리, 하마노 노보루군의, 야마구치 모토오미대대장, 데즈카 료센군의

## 세이난 전쟁의 의의

### 경제적 의의
1871년 폐번치현으로 전국 직할화를 완성한 메이지 정부였지만, 반면 각 번의 빚 및 사족한테의 봉록 지불의무를 이어받게 되어 가록지급이 세출의 30%이상이 되어 버렸다. 정부는, 적자 재정 건전화를 위해, 생산 활동을 하지 않고 봉록을 받고 있는 특권계급의 사족 폐지를 목적으로 사민평등을 강조, 1873년 징병제, 1876년 녹봉처분을 시행하였다. 이로써 사족해체 방향이 결정되었지만, 사족의 반란이 빈발하였고, 결국 세이난 전쟁까지 이르게 된다.
정부의 세이난 전쟁의 군사비는 4100만엔에 달해, 당시의 세수(稅收) 4800만엔의 대부분을 다 써버릴 정도로 막대했다. 정부는 전투비 조달을 위해 불환지폐를 활발히 하여 결국 인플레이션이 발생하였다. 후에 일본 대장성 마쓰카타 마사요시에 의해 증세, 관영기업의 불하, 통화가 정리되어 지폐를 발행할 수 있도록 하여 일본이 구미 열강에 필적하는 근대 국가가 되는 바탕이 만들어졌다. 하지만 마쓰카타 디플레이션로 농민의 소작화가 진행되어(소작농률의 전국평균 38％→47％), 대지주가 발생하였다. 또한, 소작을 계속 할 수 없을 정도로 곤궁한 자는 도시로 유입되어, 관영기업의 불하로 발생한 재벌이 경영하는 공장에서 저임금 노동을 하여, 도시부의 빈곤층이 확대되었다. 또한 재정난이 된 일본은, '원칙국유(原則國有)'로 했던 철도 건설이 곤란하게 되어, 대신 사유자본에 의한 철도 건설이 진행되었다.
세이난 전쟁의 결착이 난 시점에서, 사족계층의 특권은 명백히 부정되었고, 몰락이 결정지어졌다. 전쟁으로 인한 경제 혼란은 빈부격차 확대를 초래하여 많은 농민이 몰락, 소작농이 되었다. 그 한편으로는, 일부 대지주나 재벌은 자본을 축적하여, 그 중에서 초기 자본가가 나타나는 계기가 되었다. '신분'보다도 '돈'이 우월한 사회가 도래, 결과적으로는 일본의 근대화가 진행되었다.

### 군사적 의의
세이난 전쟁은 일본 최후의 내전이며 사족이라고 하는 군사전문직의 존재를 소멸시켰다. 사족 중심의 사이고군을 징병 내지 직업군인을 주체로 한 정부군이 승리함으로써, 사족 출신 병사나 농민 출신 병사나 전투력은 다르지 않다는 것이 증명되었고, 징병제에 의한 국민개병체제가 정착되었다.
정부군은 승리의 원인이 근대적 장비, 화력, 통신수단, 지휘능력의 차이에 있음을 바로 파악하여 세이난 전쟁 후, 군의 근대화노선에는 징병을 기반으로 한 상비군을 두었고, 장비통수의 근대화를 추구하는 노선으로는 변하지 않았다.
한편으로는 진다이 병사는 징병과 화력으로 이겼으면서도, 전술적 전투에서는 여러차례 사이고 군의 사족 병사에게 패배하였다.

병사의 전의, 사기 문제는 정부군에 있어서 해결해야 할 과제였다. 세이난 전쟁의 교훈으로 징집된 병사들에 대한 정신교육을 중시하는 경향이 강해졌다. 사이고 군의 사기가 높았던 것은 사이고 다카모리가 총대장이었기 때문이라고 생각한 메이지 정부는 천황을 일본제국 육군, 해군의 대원수로 앉혀 군의 사기 고양을 도모하게 되었다.

스나이더 탄약 제조 장치를 채택했어도 사이고 군이 엔필드 총으로 싸웠기 때문에, 거액의 전비를 소비, 이를 진압하지 못한 점을 반성하였고, 구식이어도 전투 능력에 뛰어난 전장(前装)총이 각지에 분산 보관된 상황을 위험시한 정부는 세이난 전쟁 후 메이지 11년부터 이것을 회수, 모아서 스나이더 총으로 개조하여 군에 의한 무기 제조시설의 독점과 군용 총의 소지를 엄격히 규제함으로써 국민의 무장에 대해 내란의 재발을 방지하는데 힘썼다.